# Pazo de Vaamonde

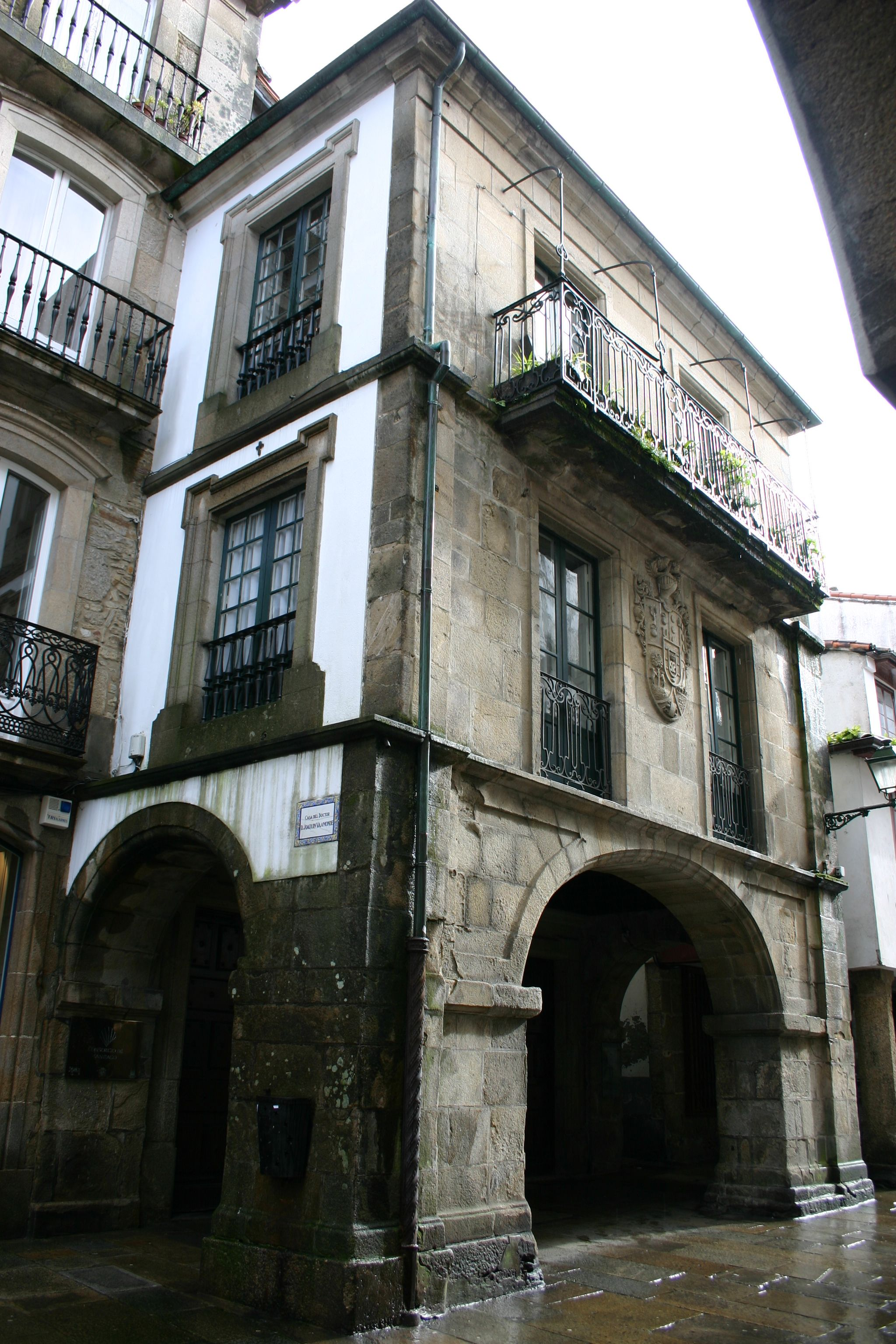
Casa-pazo de Vaamonde.

La Casa-pazo de Vaamonde o pazo de Vaamonde es un pazo construido en el siglo XVIII situado en Santiago de Compostela (Galicia, España). En la actualidad alberga el Consorcio de Santiago.

## Descripción
La Casa-pazo de vaamonde está situada en el 59 de la Rúa do Vilar, delimitando con el callejón de Entrerrúas, el más estrecho de la ciudad. El edificio está constituido por un bajo y dos plantas. En la fachada se encuentra un escudo. En la puerta hay un picaporte que es obra del escultor Francisco Asorey. En el interior se encuentra una escalera principal con una escultura en madera realizada por el escultor J. Rivas el 25 de julio de 1932. Subiendo junto a la escalera principal hay una escalera de servicio más sencilla y estrecha.

## Imágenes

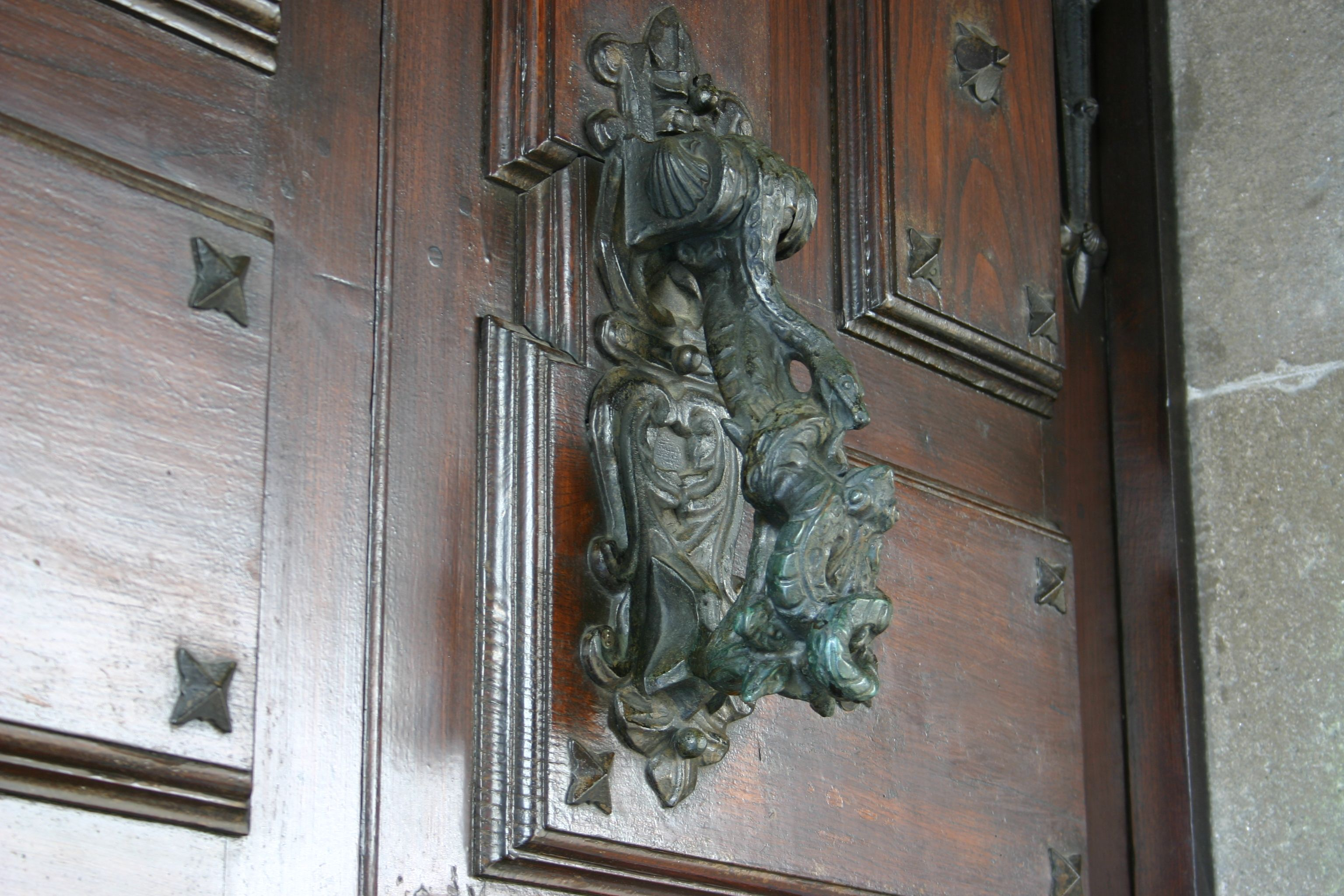
Picaporte de Francisco Asorey.
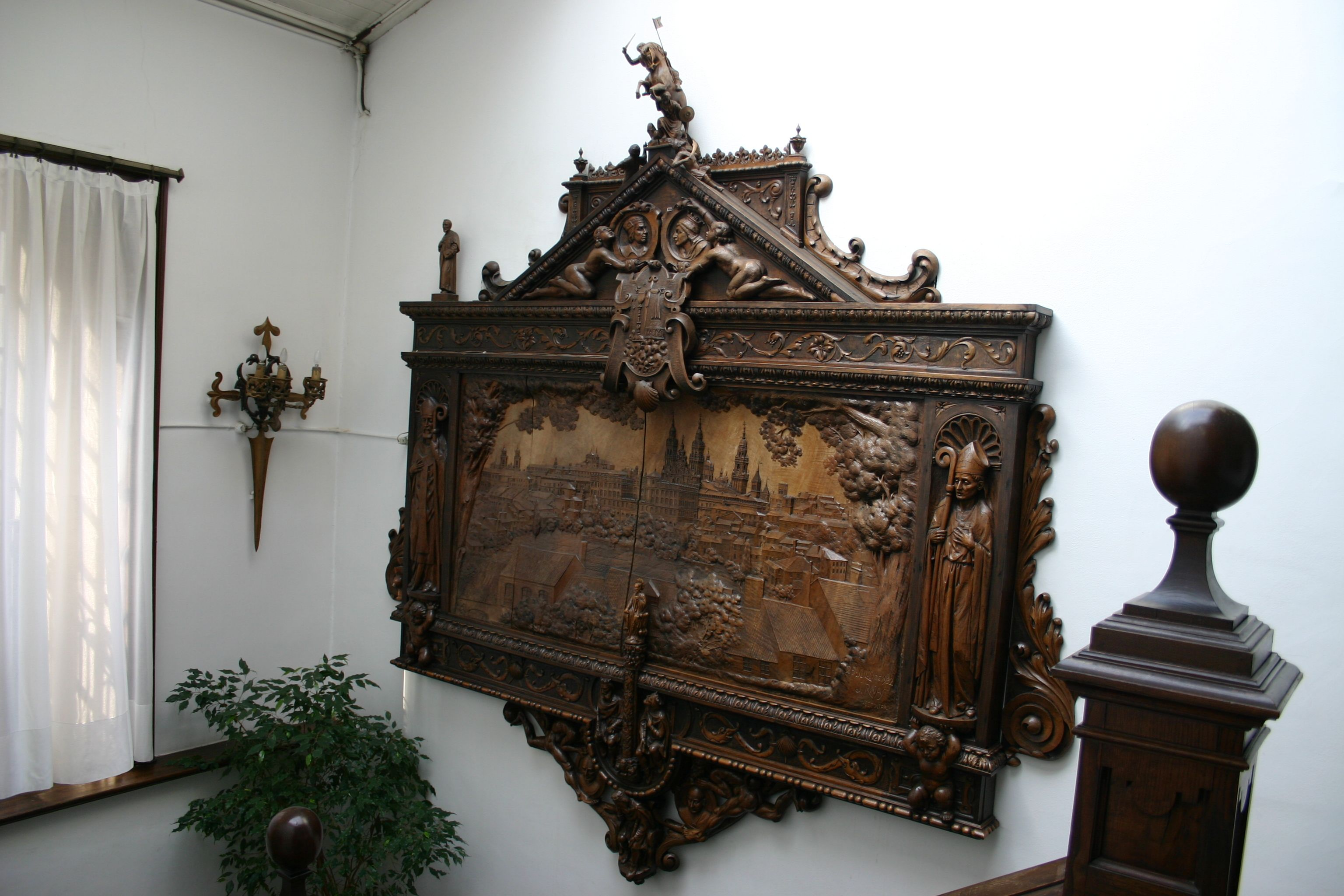
Escultura de la escalera principal, escultor J. Rivas, 25 de julio de 1932.
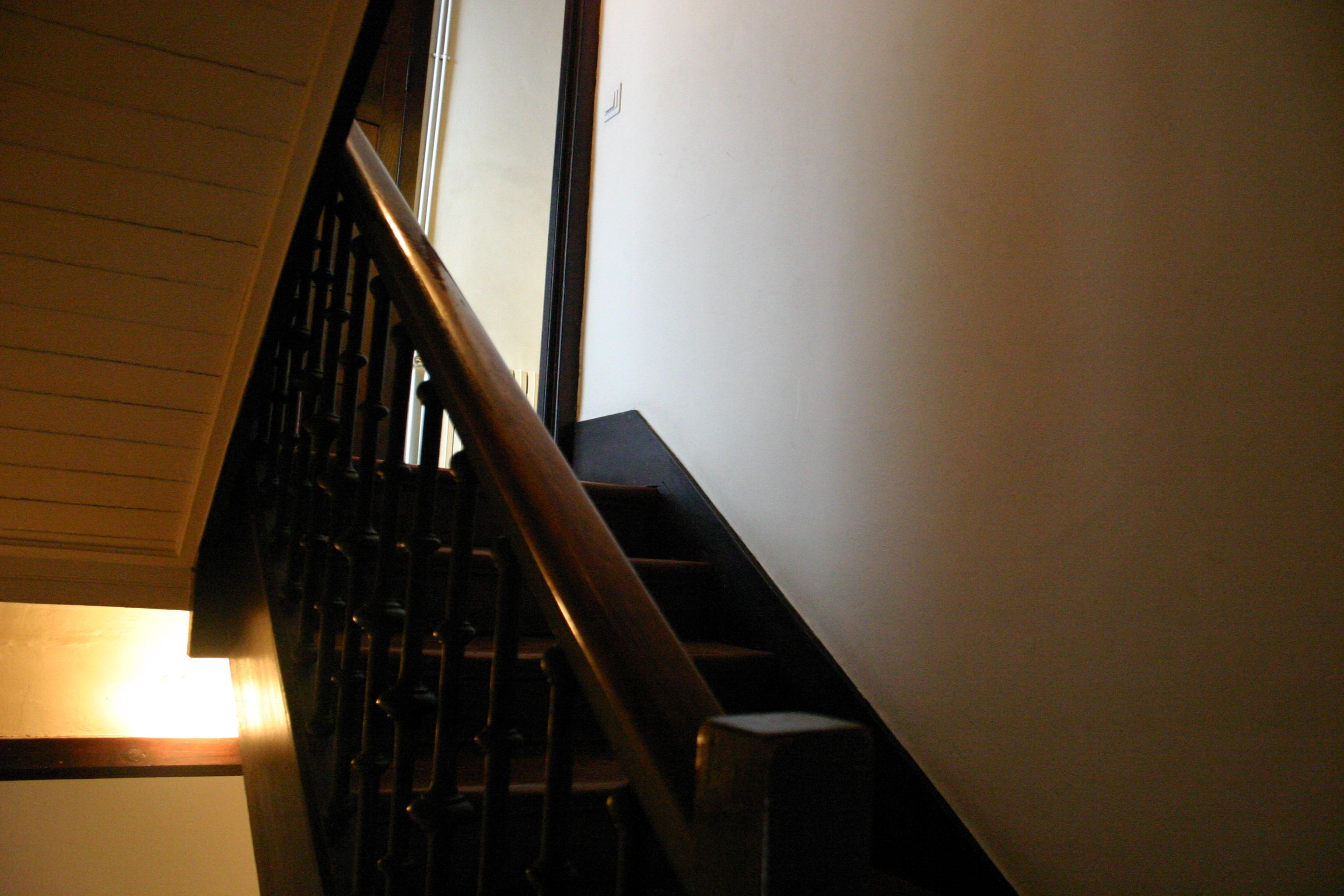
Escalera de servicio.